# ボーベンハイム＝ロックスハイム
ボーベンハイム＝ロックスハイム (独: Bobenheim-Roxheim)はドイツ連邦共和国 ラインラント＝プファルツ州ライン＝プファルツ郡にある、連合自治体に属していない町村。
ヴォルムスの南約5km、ルートヴィヒスハーフェン・アム・ラインの北東約13kmに位置する。

## 姉妹都市
ボーベンハイム＝ロックスハイムは以下の自治体と姉妹都市である。
- シュヴィニー＝サン＝ソヴァール (Chevigny-Saint-Sauveur)（フランス 1980年から）
- イェスニッツ (Jeßnitz)（ザクセン＝アンハルト州 1990年から）